# Lista ciężkich rakiet nośnych

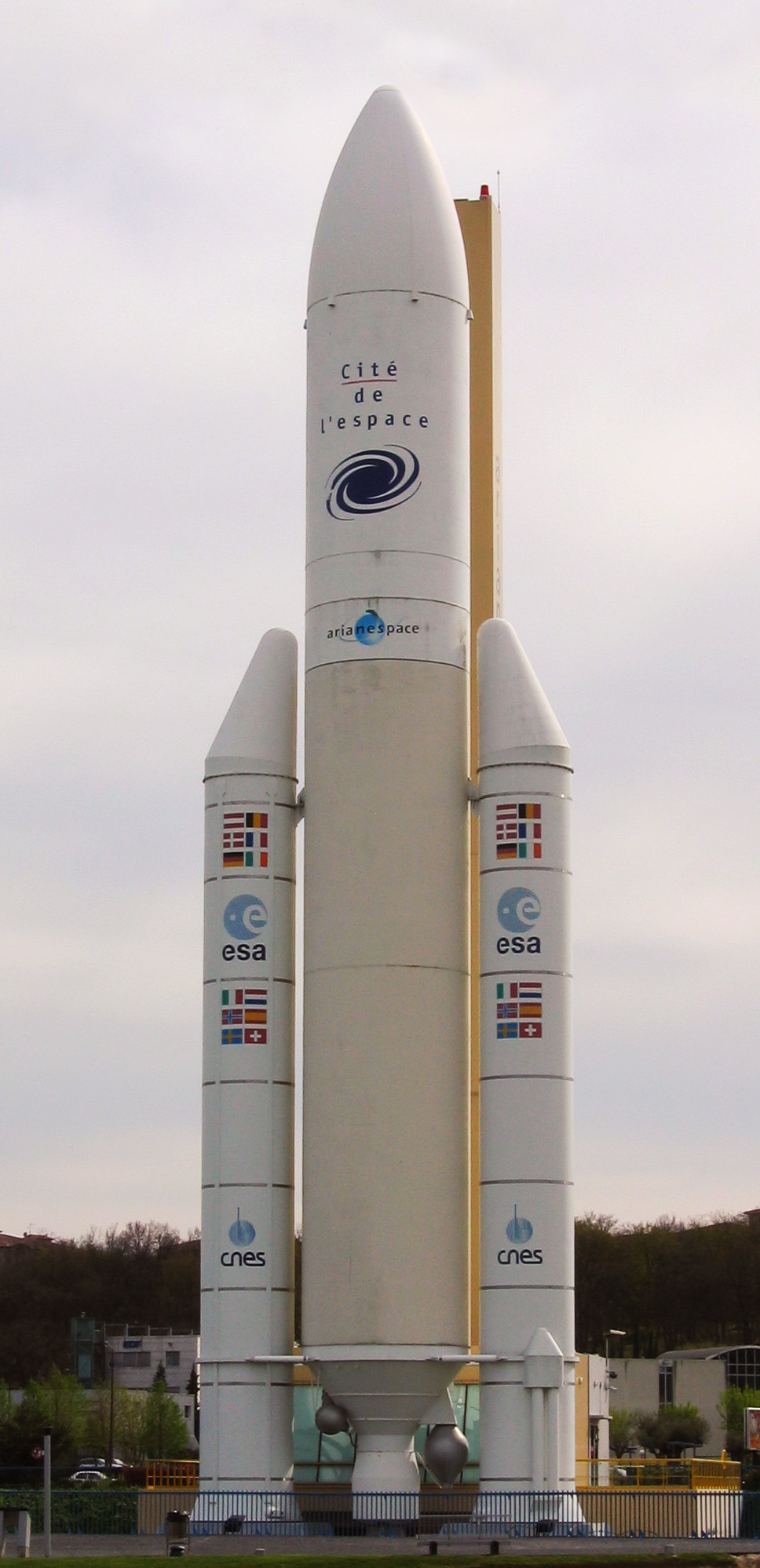
Rakieta Ariane 5

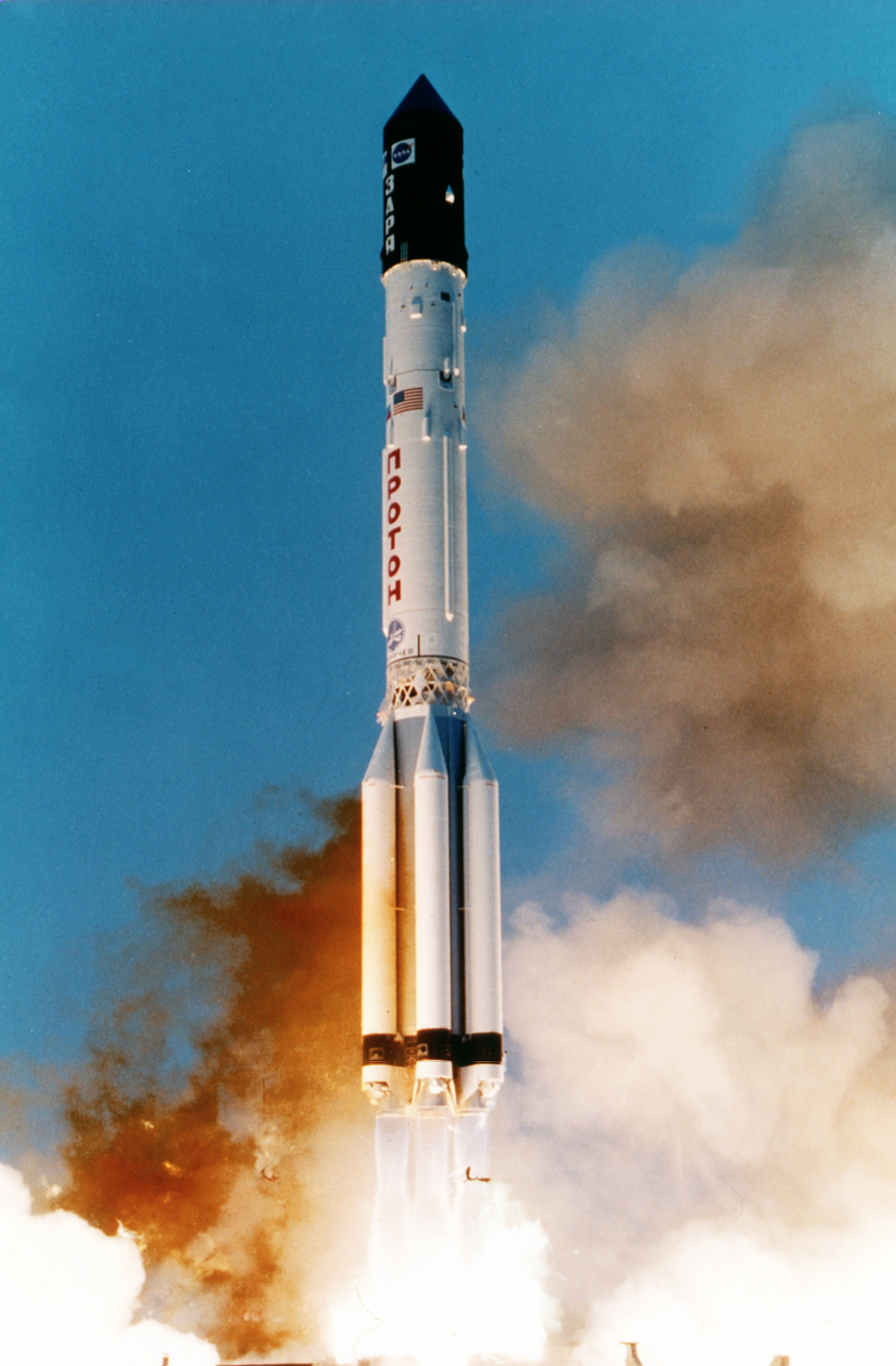
Rakieta Proton

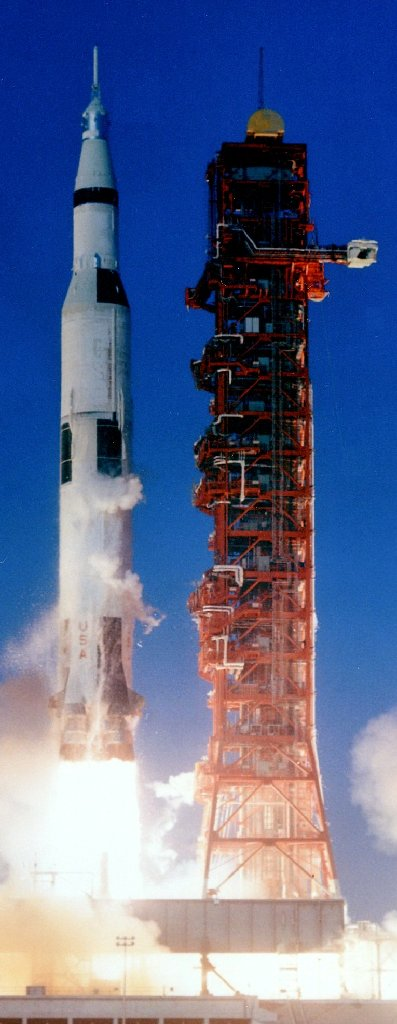
Rakieta Saturn V

Pod pojęciem ciężkich rakiet nośnych rozumie się rakiety o udźwigu na niską orbitę okołoziemską (LEO) wynoszącym przynajmniej 20 000 kg.

## Rakiety obecnie użytkowane
| Nazwa                                   | Kraj              | Producent                                                           | Udźwig na LEO (t)                                        | Udźwig na GTO (t) | Koszt (mln USD) | Koszt (USD/kg) (LEO) | Koszt (USD/kg) (GTO) | Starty udane/wszystkie | Okres eksploatacji |
| --------------------------------------- | ----------------- | ------------------------------------------------------------------- | -------------------------------------------------------- | ----------------- | --------------- | -------------------- | -------------------- | ---------------------- | ------------------ |
| Ariane 5 ECA                            | [ 1 ]             | EADS Astrium                                                        | 0                                                        | 10,5              |                 |                      | 20 000               | 40/41                  | od 2002            |
| Ariane 6                                | Unia Europejska   | ArianeGroup                                                         | 21,6                                                     | 11,5              |                 |                      |                      | 2/2                    | od 2023            |
| Delta IV Heavy                          | Stany Zjednoczone | United Launch Alliance                                              | 28,79                                                    | 12,98             | 225             |                      |                      | 4/5                    | od 2004            |
| Falcon 9 FT (zdolność niepotwierdzona)  | Stany Zjednoczone | SpaceX                                                              | 22,8                                                     | 8,3               | 62              |                      |                      | 66/68                  | od końca 2015      |
| Falcon Heavy (zdolność niepotwierdzona) | Stany Zjednoczone | SpaceX                                                              | 54,4 (bez odzysku 1. członów) ~30 (odzyskiem 1. członów) | 22,2              | 80 – 125        | 1 502 – 2350         | 00                   | 3/3                    | od lutego 2018     |
| Proton M/Briz-M                         | Rosja             | Państwowe Produkcyjno-Badawcze Centrum Kosmiczne im. M. Chruniczewa | 23,0                                                     | 6,0               | 85              | 4302                 | 18 359               | 294/335                | od 2001            |
| Angara A5 (zdolność niepotwierdzona)    | Rosja             | Zakłady Chruniczewa                                                 | 25,0                                                     | 6,0               | 100             | 4000                 | 16667                | 2/3                    | od 2014            |
| Chang Zheng 5                           | Chiny             | CALT                                                                | 25,0                                                     | 14,0              |                 |                      |                      | 7/8                    | od 2016            |

## Rakiety w budowie lub planowane
| Nazwa                        | Kraj              | Producent                                                       | Udźwig na LEO (t) | Udźwig na GTO (t) | Koszt (mln USD) | Koszt (USD/kg) (LEO) | Koszt (USD/kg) (GTO) | Pierwszy start |
| ---------------------------- | ----------------- | --------------------------------------------------------------- | ----------------- | ----------------- | --------------- | -------------------- | -------------------- | -------------- |
| Atlas V N22                  | Stany Zjednoczone | United Launch Alliance                                          | 13                | 0                 |                 |                      |                      | 2019           |
| Space Launch System Block I  | Stany Zjednoczone | Boeing, United Launch Alliance, Orbital ATK, Aerojet Rocketdyne | 95                | 0                 | 0000            | 00                   | 00                   | 2022           |
| Space Launch System Block IB | Stany Zjednoczone | Boeing, United Launch Alliance, Orbital ATK, Aerojet Rocketdyne | 105               | 0                 | 0000            | 00                   | 00                   | 2022           |
| Space Launch System Block II | Stany Zjednoczone | Boeing, United Launch Alliance, Orbital ATK, Aerojet Rocketdyne | 130               | 0                 | 0000            | 00                   | 00                   | 2030           |
| Vulcan                       | Stany Zjednoczone | United Launch Alliance                                          | 36                | 0                 |                 |                      |                      | 2020           |
| Starship                     | Stany Zjednoczone | SpaceX                                                          | 100               |                   |                 |                      |                      | 2020           |
| Chang Zheng 9                | Chiny             | CALT                                                            | 150               |                   |                 |                      |                      | 2028           |

## Rakiety wycofane z użytku
| Nazwa         | Kraj              | Producent                                                                       | Udźwig na LEO (t)             | Udźwig na GTO (t)                       | Koszt (mln USD) | Koszt (USD/kg) (LEO) | Koszt (USD/kg) (GTO) | Starty udane/ wszystkie | Okres eksploatacji |
| ------------- | ----------------- | ------------------------------------------------------------------------------- | ----------------------------- | --------------------------------------- | --------------- | -------------------- | -------------------- | ----------------------- | ------------------ |
| Energia       | Związek Radziecki | RKK Energia                                                                     | 88,0                          | 18,0                                    |                 |                      |                      | 2/2                     | 1987–1988          |
| Ariane 5 ES   | N/A               | EADS Astrium                                                                    | 21,0                          | 00                                      |                 |                      |                      | 6/6                     | 2008–2018          |
| N1            | Związek Radziecki | RKK Energia                                                                     | 70,0                          |                                         |                 |                      |                      | 0/4                     | 1969–1972          |
| Proton-K      | Rosja             | Państwowe Produkcyjno-Badawcze Centrum Kosmiczne im. M. Chruniczewa             | 22,76 (lot z modułem Zwiezda) |                                         |                 |                      |                      | 311/275                 | 1967–2012          |
| Saturn IB     | Stany Zjednoczone | Boeing                                                                          | 21,0                          |                                         |                 |                      |                      | 13/13                   | 1966–1975          |
| Saturn V      | Stany Zjednoczone | Boeing (S-IC) North American (S-II) Douglas (S-IVB)                             | 118,0                         | 47,0 (TLI)                              |                 |                      |                      | 12/12                   | 1967–1972          |
| Saturn INT-21 | Stany Zjednoczone | Boeing (S-IC) North American (S-II)                                             | 75,0                          |                                         |                 |                      |                      | 1/1                     | 1973               |
| Titan IVB     | Stany Zjednoczone | Lockheed Martin                                                                 | 21,682                        | 5,761                                   | 250 – 350       | 11,530 – 13,836      | 43,395 – 60,753      | 15/17                   | 1997–2005          |
| Space Shuttle | Stany Zjednoczone | Alliant Techsystems (SRB) Martin Marietta (ET) Rockwell International (orbiter) | 24,4                          | 3,81 (z Inercyjnym Górnym Stopniem IUS) | 300             | 10 416               | 50 874               | 134/135                 | 1981–2011          |

1. ↑  Liczba startów uwzględnia 12 lotów programu Apollo, natomiast wariant rakiety oznaczony symbolem INT-21 przeznaczony do wyniesienia stacji orbitalnej Skylab jest wymieniony oddzielnie.
2. ↑  Prom kosmiczny został pomyślnie wyniesiony na orbitę 134 razy (nieudany start miał miejsce w 1986 r. podczas katastrofy promu Challenger). Natomiast liczba pomyślnie zakończonych misji wynosi 133 (druga katastrofa nastąpiła podczas lądowania promu Columbia w 2003 r.). Zatem liczba pomyślnych startów wynosi 134/135, natomiast pomyślnych misji 133/135.

## Projekty niezrealizowane
| Nazwa                      | Kraj              | Producent                                   | Udźwig na LEO (t) | Udźwig na GTO (t)                  | Zakończenie projektu                                   |
| -------------------------- | ----------------- | ------------------------------------------- | ----------------- | ---------------------------------- | ------------------------------------------------------ |
| Angara A7                  | Rosja             | Zakłady Chruniczewa                         | 41,0              | 00                                 | Projekt niezaczęty                                     |
| Rus-M (wariant podstawowy) | Rosja             | CSKB-Progress                               | 23,8              | 7,0                                | 2011                                                   |
| Ares I                     | Stany Zjednoczone | Alliant Techsystems (I st.) Boeing (II st.) | 25,6              |                                    | 2010 (odbył się test atmosferyczny Ares I-X w 2009 r.) |
| Ares V                     | Stany Zjednoczone | Alliant Techsystems                         | 188,0             | 71,1 (TLI – Trans Lunar Injection) | 2010                                                   |
| Atlas V Heavy              | Stany Zjednoczone | United Launch Alliance                      | 29,42             | 13,0                               | 2016                                                   |

## Literatura
- Encyclopedia Astronautica (ang.)